# Anatol Kotte
Anatol Kotte (* 5. Juli 1963 in Minden) ist ein deutscher Fotograf, Künstler, Galerist und Regisseur.

## Leben und Werk
Kotte wurde in Minden Westfalen als Sohn eines Grafikers und einer Schneiderin geboren. 1981 begann er seine Arbeit als Fotoassistent bei den Werbefotografen. Horst Wackerbarth, Reinhardt Wolf, Chuck Ealovega und Michael Erhart. In dieser Zeit entwickelte Anatol Kotte seine Leidenschaft für Porträts, die sich bis heute durch sein Werk zieht. Sein Interesse für die unmittelbare Darstellung von Menschen findet sich zunächst in Arbeiten für Magazine (unter anderem Tempo und Wiener) wieder. Vor allem nach seinem Schritt in die Selbstständigkeit 1988 arbeiteten Fotografen als Assistenten – unter anderen Andreas Mühe. Seit 1990 kamen zur künstlerischen Arbeit Werbeaufträge hinzu – unter anderem für Michael Schirner, die vom Art Directors Club ausgezeichnet wurden. Neben seiner künstlerischen Arbeit war Anatol Kotte 1991 Gastdozent an der Hochschule für Kommunikationsdesign Merz Akademie Stuttgart mit der Projektarbeit Das ambulante Portraitstudio. 1993 fand Kottes erste Einzelausstellung in der PPS Galerie in Hamburg statt. Es folgten weitere Ausstellungen – auch unter der Schirmherrschaft von F.C.Gundlach. Parallel konzentriert sich Anatol Kotte weiter auf Porträts von Politikern, Schauspielern und Persönlichkeiten, von Angela Merkel über Rihanna bis zu Jeff Goldblum. Seine Porträts wurden international und national in Magazinen und Zeitungen veröffentlicht. 2015 erschien sein erster Porträtband Iconication. Anatol Kotte ist mit Carolin Kotte verheiratet, hat vier Töchter und lebt in Hamburg.

## Ausstellungen

### Einzelausstellungen/Auszug
- Silent Companions, 2000, Hamburg
- 22hours gallery, 2001, Berlin
- Contributed, 2013, Berlin
- Lyra-Karaoke, 2014, Hamburg
- Fotogipfel, 2016, Oberstdorf
- Portraits, 2016, Theaterhaus Stuttgart
- Portraits, 2016, Fashion Week, Berlin

### Gemeinschaftsausstellungen/Auszug
- Menschenbilder, 1996, Kampnagel, Hamburg
- Deutsche Aidshilfe, 1996, Kunstmuseum, Düsseldorf
- Four Photographers, 1998, Galerie Cato Jans, Hamburg
- Medicins sans frontière, 1999, international Wanderausstellung
- My Parents, 2000, Thai Cong Galerie, Hamburg
- Berühmt, 2003, Clubfoto Gruner + Jahr, Hamburg
- Hommage to Irving Penn, 2007, Aplanat Galerie, Hamburg